# Balsham
Balsham är en ort och civil parish i Storbritannien.   Den ligger i distriktet South Cambridgeshire i grevskapet Cambridgeshire i riksdelen England, i den sydöstra delen av landet, 80 km norr om huvudstaden London. Balsham ligger 113 meter över havet och antalet invånare är 1 678.
Terrängen runt Balsham är huvudsakligen platt. Balsham ligger uppe på en höjd. Runt Balsham är det ganska tätbefolkat, med 144 invånare per kvadratkilometer. Närmaste större samhälle är Cambridge, 15,5 km nordväst om Balsham. Trakten runt Balsham består till största delen av jordbruksmark.